# Сергеєва-Черненко Наталя Миколаївна
Наталя Миколаївна Сергеєва-Черненко (творче ім'я «ПтиЧка невеличка»; нар. 21 травня 1985, с. Синява, Тернопільська область) — українська акторка, художниця.

## Життєпис
Наталя Сергеєва-Черненко народилася 21 травня 1985 року в селі Синяві, нині Збаразької громади Тернопільського району Тернопільської области України.
Навчалася у Синявській загальноосвітній школі (2000). Закінчила Тернопільське вище професійне училище сфери послуг та туризму (спеціальність — кравець верхнього одягу), театральне відділення Тернопільського музичного училища імені Соломії Крушельницької (курс народного артиста України В'ячеслава Хім'яка), катедру театральної режисури Рівненського державного гуманітарного університету (спеціальність — сценічне мистецтво). Співала в народному аматорському хорі національно-патріотичної пісні «Заграва».
Від 2008 - акторка Тернопільського академічного обласного драматичного театру імені Т. Г. Шевченка.
Перші малюнки намалювала протягом ковід-карантину. Згодом заснувала бренд «Птичка-невеличка».
Одружена з актором Юрієм Черненком. Разом виховують двох синів - Івана та Андрія.

## Ролі в театрі
- Наталка Полтавка, «Наталка Полтавка» І. Котляревського[5][1];
- Оксана, «Запорожці за Дунаєм» С. Гулака-Артемовського[1];
- Хава, «Поминальна молитва» Тев'є Тевеля[1];
- Маруся, «Мартин Боруля» І. Карпенка-Карого[1];
- Оксана, «Ніч перед Різдвом» М. Гоголя[5][1];
- Оленка, «Як наші діди парубкували» В. Канівця[1];
- Мавка, «Лісова пісня» Лесі Українки[1];
- Мелашка, «Кайдашева сім'я» І. Нечуя-Левицького[1];
- Ксеня, «Гуцулка Ксеня» Я. Барнича[5];
- Марія, «Ісус - Син Бога Живого» В. Босовича[5];